# ایزوبوتیریک اسید
ایزوبوتیریک اسید (به انگلیسی: Isobutyric acid) با فرمول شیمیایی C۴H۸O۲ یک ترکیب شیمیایی است؛ که جرم مولی آن ۸۸٫۱۱ g/mol می‌باشد.